# Castle of Glass
«Castle of Glass» es una canción interpretada por la banda estadounidense de rock Linkin Park, incluida en su quinto álbum de estudio, Living Things, de 2012. La compusieron todos los integrantes del grupo, mientras Mike Shinoda y Rick Rubin la produjeron. El 7 de diciembre de 2012, Warner Bros. Records y Machine Shop Recordings la publicaron como el segundo sencillo del quinto álbum de la banda y se anunció que las ganancias irían a Help for Heroes, una organización de caridad para los lisiados de guerra británicos.
«Castle of Glass» recibió comentarios positivos y negativos por parte de los críticos; Tim Grierson de About.com la nombró una de las mejores canciones de Living Things, mientras que el sitio web AltSounds la consideró «débil». Comercialmente, tuvo un buen rendimiento especialmente en Europa, donde entró en el top 10 en Alemania y Austria. Recibió certificaciones en estos dos países así como en Italia y Suiza.
El sencillo contó con un video musical que la banda realizó en conjunto con el equipo de producción del videojuego Medal of Honor: Warfighter, dirigido por Drew Stauffer y Jerry O'Flaherty. El grupo lo publicó el 10 de octubre de 2012 en su canal de YouTube. «Castle of Glass» recibió una nominación a la mejor canción en un videojuego en los Spike Video Game Awards de 2012, pero perdió ante «Tears» de Health. La banda la interpretó en esa ceremonia de premios y en las giras Living Things World Tour, Carnivores Tour y The Hunting Party Tour.
Un remix de Mike Shinoda aparece en el segundo álbum de remixes de Linkin Park, Recharged. La versión remix también aparece en el videojuego Need for Speed: Rivals como parte de la banda sonora.

## Composición y trasfondo
Linkin Park grabó «Castle of Glass» en los NRG Recording Studios, en Hollywood, California. Brian «Big Bass» Gardner la masterizó en el Bernie Grundman Mastering y Manny Marroquin la mezcló en los Larrabee North Studios. En su composición estuvieron involucrados todos los integrantes del grupo, y su producción la llevaron a cabo Mike Shinoda y Rick Rubin. La maqueta de la canción la realizó Shinoda en su totalidad, incluida la parte vocal. A partir de esta, añadieron las contribuciones de los demás miembros, como las partes de batería de Rob Bourdon y el coro, cantado por Chester Bennington. Shinoda mencionó en una entrevista con MTV que el método de composición de la banda era una «cosa rara y amorfa» en la que grababan, mezclaban y terminaban una canción al mismo tiempo, y «Castle of Glass» surgió a partir de ese proceso: «Nosotros hacemos todo al mismo tiempo [...] Desde el momento en que estamos poniendo cosas en la computadora, ya estoy mezclándolo un poco y a veces esas cosas terminan siendo canciones, como "Castle of Glass"». En otra entrevista, Bennington afirmó que la letra de «Castle of Glass» puede ser analizada desde varios puntos de vista, y dijo: 

«Cuando Mike estaba hablando sobre las letras, en un momento dijo: "Tú sabes, es algo así como encontrarse a sí mismo como en una parte rota de esta gran máquina, y sentir que no eres parte de eso, o tratando de encontrar tu lugar en el esquema más amplio de las cosas". Y eso puede significar un soldado volviendo a casa de la guerra, tratando de encajar otra vez en la sociedad, o una persona saliendo de prisión, o cualquier otra cosa».

Bennington mencionó que se puede tomar desde varias perspectivas, dependiendo de lo que uno quiere que trate y dio un ejemplo de lo que para él podría llegar a ser uno de tantos significados: «Visualizando este gran y hermoso castillo de cristal en una colina […] Estoy pensando: "Si, si te acercas, soy esta pequeña y rota pieza de este castillo que nadie conoce, y yo podría parecer defectuoso y poco importante, pero cuando chequeas y miras todo el panorama, eres parte de eso realmente hermoso que lo mantiene junto"». «Castle of Glass» pertenece a los géneros pop rock y folk. Según la partitura publicada por el sitio Musicnotes, está compuesta en la tonalidad do sostenido menor, sigue un tempo moderado de 108 pulsaciones por minuto y el registro vocal de Chester Bennington se extiende desde la nota sol sostenido mayor hasta si mayor.

## Recepción de la crítica
«Castle of Glass» recibió en su mayoría comentarios positivos. Rick Florino de Artist Direct dijo que «hay una elegancia folk en la canción que pone en evidencia algunas de las letras más poéticas de Shinoda y Bennington hasta la fecha: "Yo soy sólo una grieta en este castillo de cristal"». Billboard declaró que «tiene una composición convincente, metáforas prolongadas y un simple pero radical arreglo para ofrecer una de las pistas más intrigantes de Living Things». El sitio web The Write Club indicó que el suave sonido de «Castle of Glass» no tiene un estilo muy diferente que el del sencillo «Breaking the Habit», perteneciente al segundo álbum de estudio de la banda, Meteora. Por su parte, James Montgomery de MTV mencionó que es una de las canciones que destacan en Living Things. Hannah Ackroyd de The Hull Fire la equiparó con el sonido de A Thousand Suns, cuarto álbum de estudio de Linkin Park, y además dijo que «la ira que era inmediatamente reconocible en sus anteriores trabajos está de vuelta». Tim Grierson de About.com lo nombró uno de los mejores temas del disco y añadió que «luce un indeleble gancho melódico que fusiona el pop con lo industrial». Asimismo, Sarah Keary de Ourvinyl la catalogó como una canción pop industrial. Un crítico del sitio web El Portal del Metal dijo que es «un tema melancólico perfecto para una road movie, con un ritmo suave y continuista». Paul Hagen de la revista británica Big Cheese junto a «I’ll Be Gone» las llamó «una combinación melódica y un poco aburrida». Por otra parte, AltSounds dijo que es una canción débil, pero que su melodía es bastante agradable. Otra de las críticas negativas provino de NME, donde Hamish MacBain escribió: «¿El mundo necesita que Linkin Park se convierta en country? No, y nadie lo sabe mejor que la propia banda». El sitio Sputnikmusic escribió en su crítica que el tema suena muy parecido a «Powerless», la última pista del disco.

### Desempeño comercial
«Castle of Glass» obtuvo una buena recepción comercial, especialmente en Europa. El 3 de diciembre de 2012, la canción ingresó en la lista German Singles Chart de Alemania en el puesto número 100. Nueve semanas después, alcanzó la décima posición, y ahí se mantuvo dos semanas no consecutivas. Esto lo convirtió en el cuarto sencillo de la banda en ingresar dentro de los diez mejores puestos en dicho país. Luego de vender 300 000 ejemplares, la Bundesverband Musikindustrie (BVMI) lo certificó con un disco de platino. La canción llegó a la posición 18 de la lista Ultratip 50 de la región valona de Bélgica. En Austria ingresó en el lugar número 69. El 1 de febrero de 2013, en su sexta semana, consiguió la segunda posición, donde quedó detrás de «Scream & Shout» de will.i.am con Britney Spears. Después de vender más de 15 000 copias, la IFPI de Austria lo acreditó con un disco de oro. En Suiza ingresó en el puesto 46, y el 21 de abril de 2013, alcanzó el 17. Ese mismo año, la IFPI de Suiza también le otorgó un disco de oro luego de vender 15 000 ejemplares. En Hungría, el sencillo alcanzó la séptima posición, mientras que en Francia logró el 166. Por otra parte, en los Estados Unidos entró en algunas listas radiales. En el conteo Alternative Songs consiguió la posición 16. También llegó a las posiciones 24 y 32 en las listas Rock Airplay y Rock Songs, respectivamente. En los rankings de fin de año de 2013, obtuvo el lugar 50 en el Alternative Songs y el 85 en el Rock Songs; en Europa, obtuvo el puesto 30 en Austria y el 64 en Suiza.

## Video musical

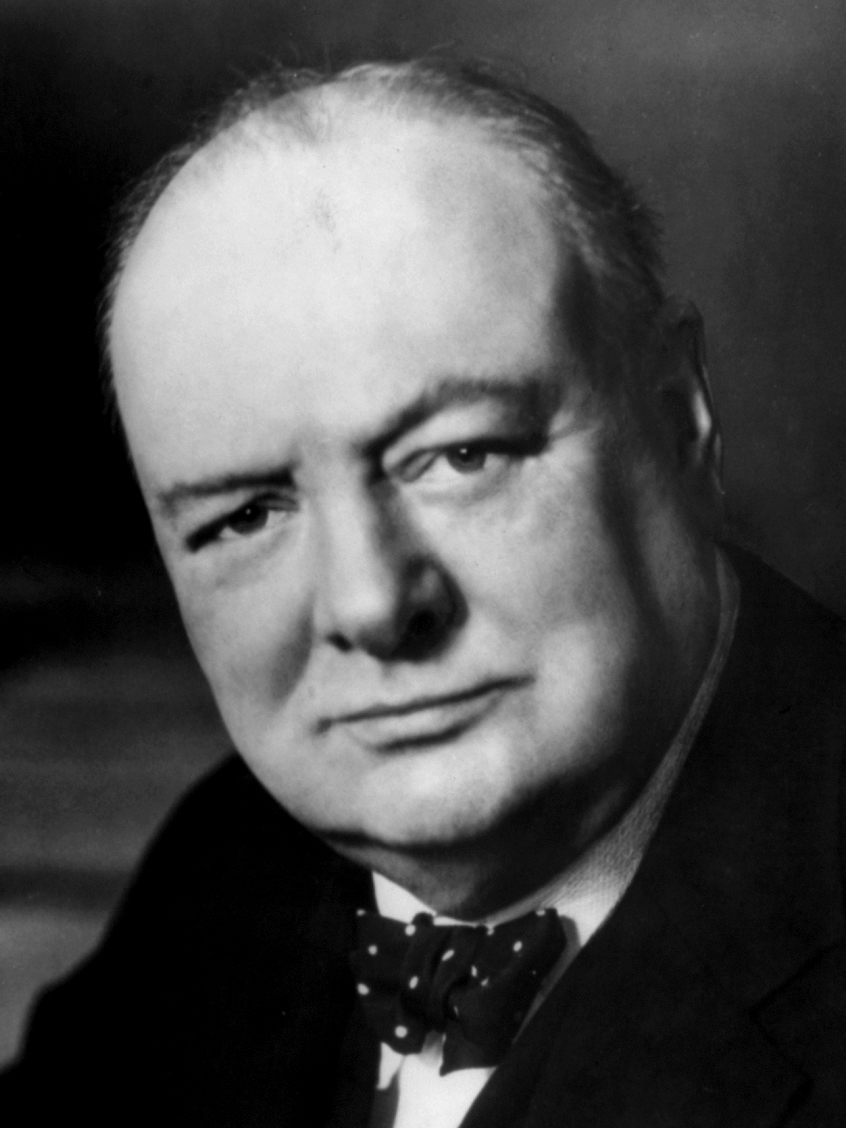
En la secuencia final del video muestra una frase dicha por Winston Churchill.

Luego de colaborar con la canción en el videojuego de disparos en primera persona Medal of Honor: Warfighter, Linkin Park realizó un video en conjunto con su equipo de producción. Su filmación comenzó en agosto de 2012 en Los Ángeles, y la banda lo publicó el 10 de octubre de ese año en su canal de YouTube. En cuanto a su concepto, Shinoda declaró que «provino de parte del equipo de Medal of Honor y el grupo tuvo una pequeña participación en él». También dijo: «Es principalmente narrativo; y es tipo la historia de las familias y los soldados en las que se basa el juego». Lo produjeron los equipos Mothership y Digital Domain, quienes estaban involucrados en la producción de cinemáticas y contenido del videojuego. Esta colaboración con la banda sucedió luego de que Electronic Arts les pidió asociarse para producir el video junto a los directores Drew Stauffer y Jerry O'Flaherty.
Ambos equipos y directores trabajaron para rodar escenas de acción y a Linkin Park interpretando la canción sobre una pantalla verde. Los efectos especiales tienen un uso prominente en el video musical, y siguen el tema de un mundo cayendo a pedazos. Sobre la base de eso, Digital Domain creó «el vacío», «un lugar sobrenatural que representa el estado caótico de la mente del niño, con tormentas violentas que hacen llover vidrio hecho añicos». El video musical trata de la pérdida de un ser querido debido a la guerra, y gira en torno a un chico que es saludado en la puerta de su casa por un infante de marina, que acudió para comunicarle que su padre murió en combate. Dentro de la casa, Mike Shinoda se encuentra solo en una sala mientras los cimientos de la misma comienzan a derrumbarse a su alrededor. Posteriormente, aparece la banda interpretando la canción en una tormenta donde llueven pedazos de vidrio. Cuando el niño comienza a explorar las pertenencias de su padre, empieza a entender lo que sacrificó para servir a su país, y aunque él perdió a su padre en la guerra, se prepara para seguir sus pasos. El video musical culmina con la cita del político y estadista británico Winston Churchill: «Todas las grandes cosas son simples, y muchas se pueden expresar en estas palabras: libertad, justicia, honor, deber, misericordia, esperanza».

## Lista de canciones
- Sencillo en CD

| «Castle of Glass» — Alemania, Austria y Suiza |                                            |          |  |
| N.º                                           | Título                                     | Duración |  |
| 1.                                            | «Castle of Glass»                          | 3:26     |  |
| 2.                                            | «Lost in the Echo» (Remezcla de KillSonik) | 5:09     |  |

- EP

| Castle of Glass — Alemania |                                                       |          |  |
| N.º                        | Título                                                | Duración |  |
| 1.                         | «Castle of Glass»                                     | 3:26     |  |
| 2.                         | «Lost In the Echo» (Remezcla de KillSonik)            | 5:09     |  |
| 3.                         | «Burn It Down» (en vivo en el Rock Im Park 2012)      | 4:00     |  |
| 4.                         | «Lies Greed Misery» (en vivo en el Rock Im Park 2012) | 2:30     |  |

## Posicionamiento en listas
| País (Lista 2012-2013)                | Mejor posición |
| ------------------------------------- | -------------- |
| Alemania (German Singles Chart        | 10             |
| Austria (Austrian Singles Chart       | 2              |
| Bélgica - (Valonia (Ultratip 50)      | 18             |
| Estados Unidos (Alternative Songs)    | 16             |
| Estados Unidos (Rock Airplay)         | 24             |
| Estados Unidos (Rock Songs)           | 32             |
| Francia (French Singles Chart)        | 166            |
| Hungría (Single Top 10)               | 7              |
| Portugal (AFP)                        | 34             |
| Reino Unido (UK Rock & Metal)         | 17             |
| República Checa (Radio Top 100 Chart) | 25             |
| Suiza (Schweizer Hitparade)           | 17             |

| País (Lista 2013)                  | Mejor posición |
| ---------------------------------- | -------------- |
| Alemania (German Singles Chart)    | 41             |
| Austria (Austrian Singles Chart)   | 30             |
| Estados Unidos (Alternative Songs) | 50             |
| Estados Unidos (Rock Songs)        | 85             |
| Italia (FIMI)                      | 90             |
| Suiza (Swiss Singles Chart)        | 64             |

### Certificaciones
| País           | Organismo certificador | Certificación | Ventas certificadas | Ref.   |
| -------------- | ---------------------- | ------------- | ------------------- | ------ |
| Alemania       | BVMI                   | Platino       | 300 000             | [ 8 ]  |
| Austria        | IFPI — Austria         | Oro           | 15 000              | [ 9 ]  |
| Estados Unidos | RIAA                   | Platino       | 1 000 000           | [ 60 ] |
| Italia         | FIMI                   | Platino       | 30 000              | [ 10 ] |
| Reino Unido    | BPI                    | Plata         | 200 000             | [ 61 ] |
| Suiza          | IFPI — Suiza           | Platino       | 30 000              | [ 11 ] |

## Premios y nominaciones
«Castle of Glass» recibió una nominación en una ceremonia de premiación. A continuación, una lista con la candidatura que obtuvo:
| Año  | Ceremonia de premiación | Categoría                      | Resultado | Ref.   |
| ---- | ----------------------- | ------------------------------ | --------- | ------ |
| 2012 | Spike Video Game Awards | Mejor canción en un videojuego | Nominado  | [ 15 ] |

## Personal
Linkin Park
- Chester Bennington: co-voz principal
- Mike Shinoda: voz principal, guitarra eléctrica, cuerdas, trompetas, piano, producción
- Brad Delson: guitarra acústica, coros, sampler
- Dave Farrell: bajo, coros
- Rob Bourdon: batería, percusión
- Joe Hahn: sintetizadores, sampling, programación

Créditos
- Linkin Park: composición.
- Brian «Big Bass» Gardner: masterización.
- Manny Marroquin: mezcla.
- Brandon Parvini: diseño de la portada en Ghost Town Media.
- Rick Rubin: producción.
- The Uprising Creative: layout.
- Grabada en los NRG Recording Studios, Hollywood, California.
- Mezclada en los Larrabee North Studios, Hollywood, California.
- Masterizada en el Bernie Grundman Mastering, Hollywood, California.

Fuentes: Discogs, folleto de «Castle of Glass» y Living Things.